# Buket Rumiya (Darul Aman)
Buket Rumiya is een bestuurslaag in het regentschap Aceh Timur van de provincie Atjeh, Indonesië. Buket Rumiya telt 204 inwoners (volkstelling 2010).